# جيمي ستيفنز (سياسي)
جيمي ستيفنز هو سياسي فانواتي، ولد في 1920، وتوفي في 28 فبراير 1994 بسبب سرطان المعدة. حزبياً، نشط في Nagriamel ‏.